# Чандарлы (город)
Чандарлы (тур. Çandarli) — прибрежный город в Турции. Расположен на мысе Дегерминада и побережье бухты Каратузлар залива Чандарлы Эгейского моря. Восточнее города расположен остров Ешек. Административно относится к району Дикили в иле Измир.

## История
Область заселена с архаического периода.
В древности область относилась к Мисии и залив назывался Элаитским. В этом месте находился эолийский портовый город Питана, родина философа Аркесилая и математика и астронома Автолика.
Дата строительства крепости Чандарлы точно неизвестна. В XIII—XIV вв. город Фокея был колонией генуэзцев и они контролировали Чандарлы, использовали порт для торговли и восстановили крепость. Была перестроена в XV веке по приказу великого визиря Османской империи Чандарлы Халил-паши (1439—1453). Крепость в виде прямоугольника с пятью башнями хорошо сохранилась. Последние реставрационные работы, начатые в 2009 году, были завершены в 2014 году. В 2020 году номинирован в предварительный список объектов всемирного наследия ЮНЕСКО в Турции в составе объекта «Торговые пути и укрепления на генуэзских торговых путях из Средиземного в Чёрное море».
Когда вспыхнула греческая революция, греки с Псары совершили широкомасштабный набег на побережье Малой Азии в районе Лесбоса, пока османский флот под руководством Хюсрева находился на западной стороне Мореи, а египетский — не ближе Крита. В рейде участвовало 110—140 судов, в том числе 15 военных кораблей. Греки уничтожили город Чандарлы и разорили остров Москониси (ныне Алибей).